# Distretto di Darhan
Il distretto di Darhan è uno dei diciassette distretti (sum) in cui è suddivisa la provincia del Hėntij, in Mongolia. Conta una popolazione di 1.549 abitanti (censimento 2010). 